# Christoph Bernhard Francke
Christoph Bernhard Francke (auch Bernhard Christoph Francken; * um 1660 bis 1670 in Hannover; † 18. Januar 1729 in Braunschweig) war ein deutscher Offizier und Kunstmaler des Barock.

## Leben

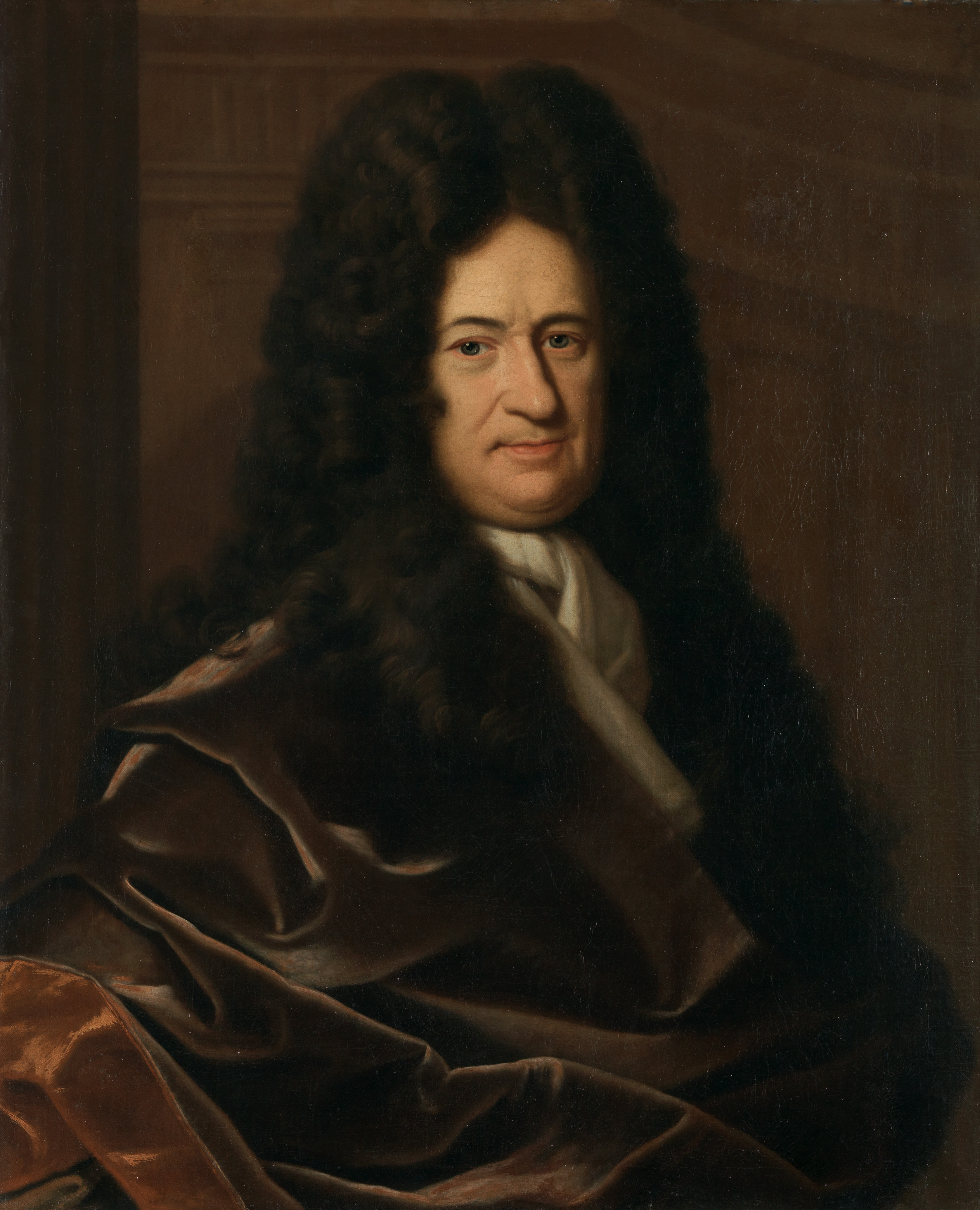
Bildnis des Gottfried Wilhelm Leibniz,
Gemälde um 1700,
Herzog Anton Ulrich-Museum, Braunschweig

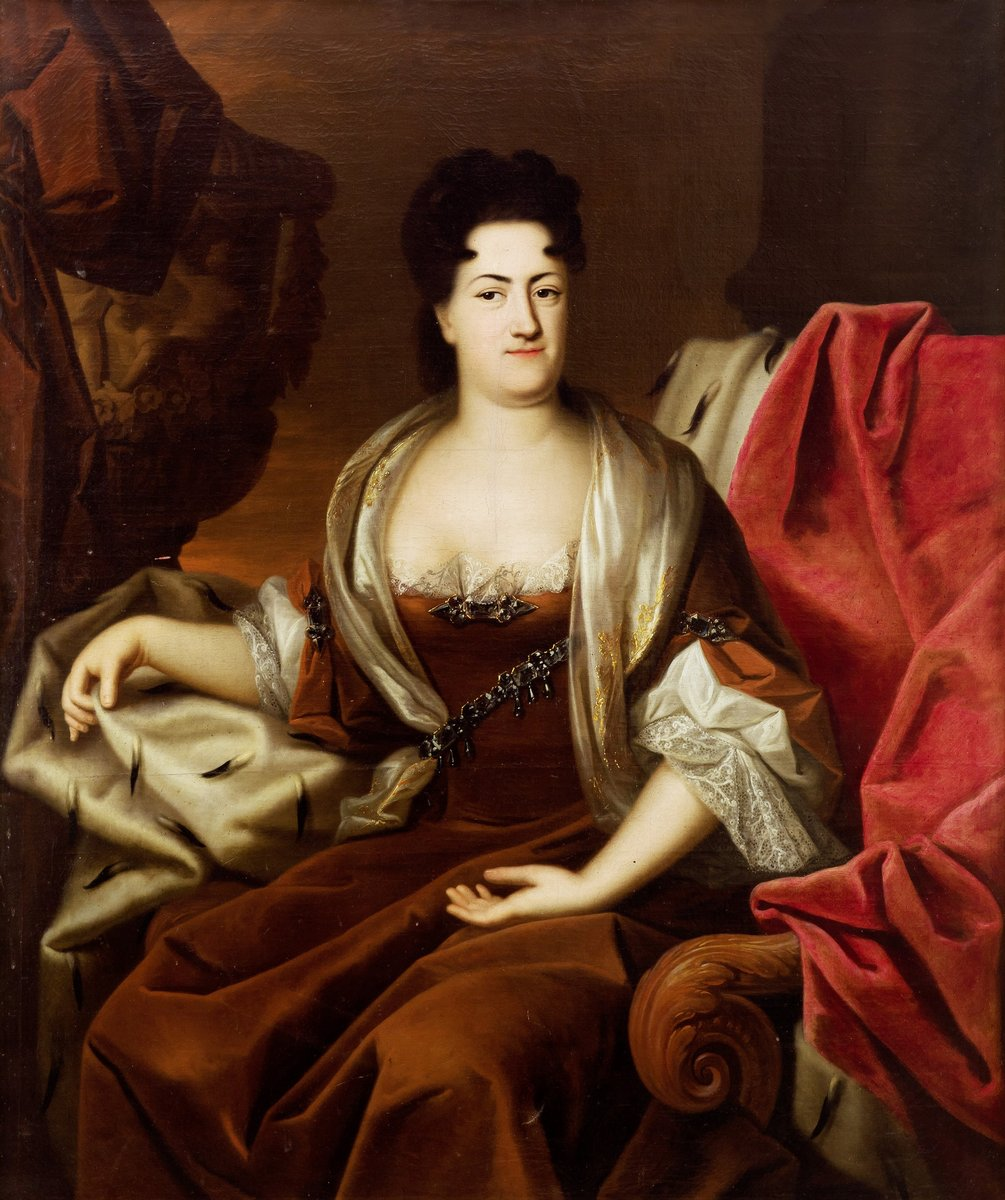
Bildnis der Herzogin Elisabeth Sophie Marie,
Gemälde um 1710–1729

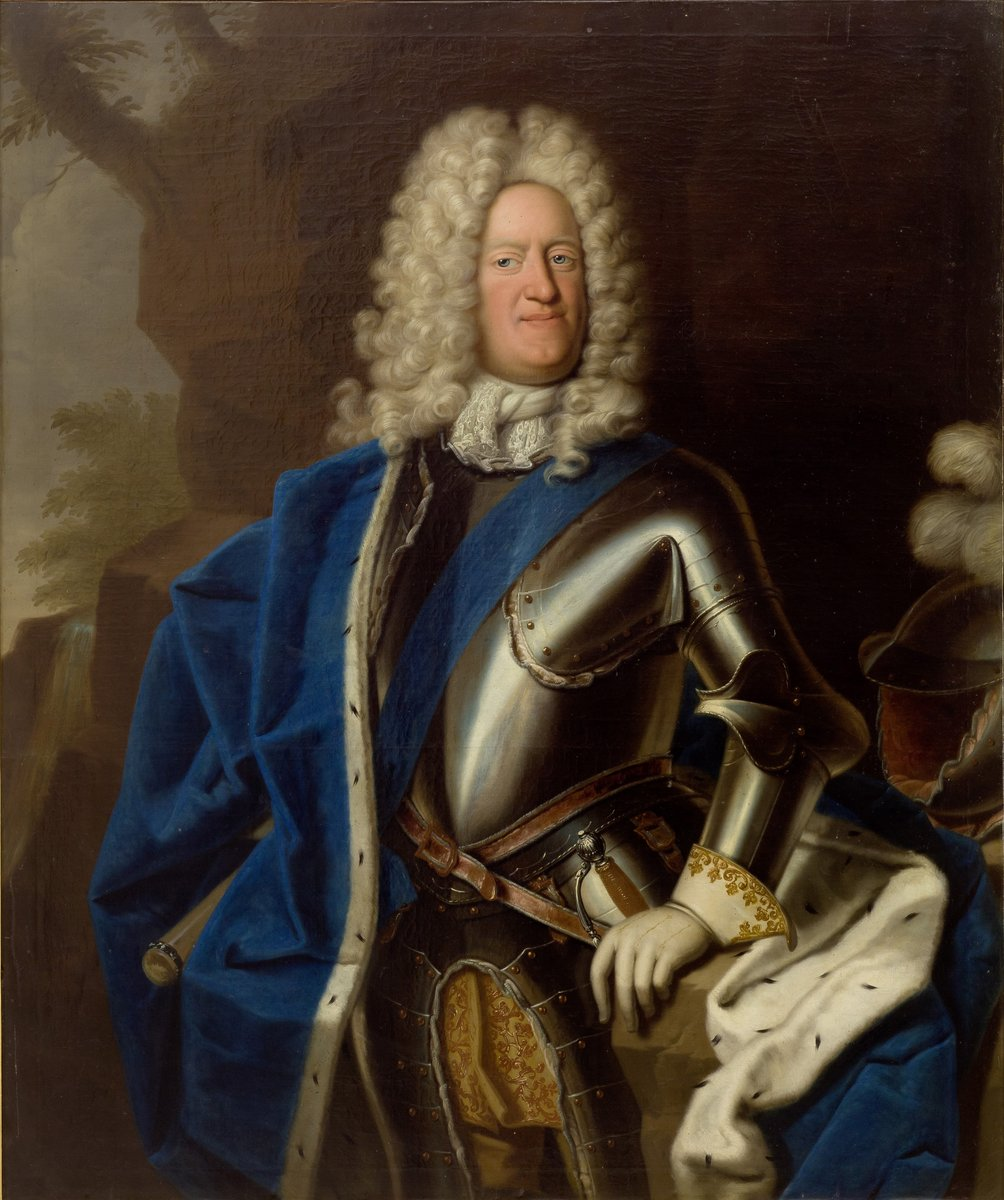
Bildnis des Herzogs August Wilhelm,
Gemälde um 1710–1729

Über Christoph Bernhard Franckes Herkunft ist wenig Zuverlässiges bekannt. Es wird vermutet, dass er in den 1660er Jahren in Hannover geboren wurde. Er soll eine künstlerische Ausbildung in Italien erhalten haben.
Im Jahr 1693 trat er als Leutnant in die Dienste des Herzogs Rudolf August von Braunschweig-Wolfenbüttel, war aber in den folgenden Jahren meist als Hofmaler am Hof in Wolfenbüttel tätig. Dennoch nahm er 1702 als Offizier im Leibregiment Rudolf Augusts an einem Feldzug gegen das Kurfürstentum Hannover teil.
Spätestens 1699, im Jahr seiner Eheschließung, ließ er sich als Maler in der Stadt Braunschweig nieder und bezog ein Haus am Ägidienmarkt. Am 4. Mai 1699 heiratete er Agnesa Benedicta Duve (1680–1727), Tochter des Theologen und Pastors zu St. Aegidien Achatius Duve (1644–1698). Aus der Ehe gingen acht Kinder hervor, von denen drei die Eltern überlebten.
Francke genoss hohes Ansehen im Fürstentum. 1700 wurde Rosine Elisabeth, morganatische Ehefrau des Herzogs Rudolf August, Taufpatin seines ersten Kindes und 1715 der regierende Herzog August Wilhelm Taufpate eines Sohnes. August Wilhelm ernannte ihn im gleichen Jahr offiziell zum „fürstlichen Kunst- und Porträtmaler“.
Christoph Bernhard Francke starb am 18. Januar 1729 in Braunschweig und wurde auf dem Garnisonsfriedhof vor dem Aegidientor, an der heutigen Wolfenbütteler Straße, begraben. Der Friedhof ist nicht mehr erhalten.

## Werk
Man nimmt an, dass Christoph Bernhard Francke als Porträtmaler ausschließlich im Auftrag der Herzöge von Braunschweig-Wolfenbüttel arbeitete. Seine erhaltenen Werke zeigen meist Mitglieder der weitverzweigten Fürstenfamilie. So wird auch von einem Porträtgemälde des Zarewitsch Alexei von Russland in der Gemäldegalerie auf Schloss Salzdahlum berichtet. Der russische Kronprinz war durch seine Heirat mit Charlotte Christine von Braunschweig-Wolfenbüttel zum Schwiegersohn des Herzogs Ludwig Rudolf geworden. Das Gemälde gilt heute als verschollen.
Die wohl bekannteste Arbeit Franckes zeigt den Philosophen, Wissenschaftler und Historiker Gottfried Wilhelm Leibniz, der von 1691 bis 1716 als Bibliothekar die Herzog August Bibliothek in Wolfenbüttel leitete. Das Gemälde befindet sich heute in der Sammlung des Herzog Anton Ulrich-Museums in Braunschweig.